# 1059 (numero)
Millecinquantanove (1059) è il numero naturale dopo il 1058 e prima del 1060.

## Proprietà matematiche
- È un numero dispari.
- È un numero composto da 4 divisori: 1, 3, 353, 1059. Poiché la somma dei suoi divisori (escluso il numero stesso) è 357 < 1059, è un numero difettivo.
- È un numero semiprimo.
- È un numero omirpimes.
- È un numero nontotiente in quanto dispari e diverso da 1.
- È un numero palindromo e un numero ondulante nel sistema posizionale a base 13 (636).
- È un numero malvagio.
- È un numero intero privo di quadrati.
- È parte delle terne pitagoriche (675, 816, 1059), (1059, 1412, 1765), (1059, 62300, 62309), (1059, 186912, 186915), (1059, 560740, 560741).

## Astronomia
- 1059 Mussorgskia è un asteroide della fascia principale del sistema solare.
- NGC 1059 è una stella doppia.
- IC 1059 è una galassia nella costellazione della Bilancia.

## Astronautica
- Cosmos 1059 è un satellite artificiale russo.